# آمپرناویر
آمپرناویر (انگلیسی: Amprenavir) (نام تجاری اصلی GlaxoSmithKline Agenerase) یک مهار کننده پروتئاز است که برای درمان عفونت ایدز به کار می‌رود. این دارو توسط FDA در ۱۵ آوریل ۱۹۹۹ برای دوز روزانه دوبار به جای نیاز به مصرف هر هشت ساعت تأیید شد. دوز مناسب با قیمت بالایی همراه بود، زیرا دوز مورد نیاز ۱۲۰۰ میلی‌گرم است که در ۸ کپسول ژل ۱۵۰ میلی‌گرمی بسیار بزرگ یا ۲۴ کپسول ژل ۵۰ میلی‌گرم دو بار در روز تحویل داده می‌شود.
این دارو در سال ۱۹۹۲ ثبت شد و در سال ۱۹۹۹ برای استفاده پزشکی تأیید شد. تولید آمپرناویر توسط شرکت سازنده آن در ۳۱ دسامبر ۲۰۰۴ متوقف شد. نسخه پیش‌داروی آن یعنی فوسامپرناویر در دسترس است.